# Pension Vanilos (téléfilm)
Pour le roman, voir Pension Vanilos.
Pension Vanilos (Hickory Dickory Dock) est un téléfilm britannique de la série télévisée Hercule Poirot, réalisé par Andrew Grieve, sur un scénario d'Anthony Horowitz, d'après le roman Pension Vanilos, d'Agatha Christie.
Ce téléfilm, qui constitue le 43e épisode de la série, a été diffusé pour la première fois le 12 février 1995 sur le réseau d'ITV.

## Synopsis
Miss Lemon parle à Hercule Poirot d'une série de vols mystérieux dans la pension pour étudiants que gère sa sœur, Mme Hubbard. La liste des objets volés intrigue Poirot et il accepte de se rendre dans la résidence pour rencontrer les étudiants. Le kleptomane se dénonce mais précise qu'il n'est pas l'auteur de tous les vols. Une étudiante clame connaître l'auteur des autres vols mais elle meurt empoisonnée avant d'avoir pu le dénoncer. Poirot mène l'enquête.

## Fiche technique
- Titre français : Pension Vanilos
- Titre original : Hickory Dickory Dock
- Réalisation : Andrew Grieve
- Scénario : Anthony Horowitz, d'après le roman Pension Vanilos (Hickory Dickory Dock) (1955) d'Agatha Christie
- Direction artistique : Peter Wenham
- Décors : Rob Harris
- Costumes : Andrea Galer
- Photographie : Chris O'Dell
- Montage : Derek Bain
- Musique originale : Christopher Gunning
- Casting : Julia Duff et Anne Henderson
- Production : Brian Eastman
  - Production associée : Christopher Hall
  - Production exécutive : Sarah Wilson
- Sociétés de production : Carnival Films, London Weekend Television
- Durée : 100 minutes
- Pays d'origine :  Royaume-Uni
- Langue originale : Anglais
- Genre : Policier
- Ordre dans la série : 43e - (2e épisode de la saison 6)
- Première diffusion :
  -  Royaume-Uni : 12 février 1995

## Distribution
- David Suchet (VF : Roger Carel) : Hercule Poirot
- Philip Jackson (VF : Claude d'Yd) : Inspecteur-chef James Japp
- Pauline Moran (VF : Laure Santana) : Miss Felicity Lemon
- Paris Jefferson (VF : Natacha Muller) : Sally Finch
- Jonathan Firth (VF : Mathias Kozlowski) : Nigel Chapman
- Damian Lewis (VF : Mark Lesser) : Leonard Bateson
- Gilbert Martin (VF : Jérôme Rebbot) : Colin McNabb
- Elinor Morriston (VF : Malvina Germain) : Valerie Hobhouse
- Polly Kemp : Patricia Lane
- Jessica Lloyd (VF : Barbara Tissier) : Celia Austin
- Sarah Badel : Mrs Hubbard (sœur de Miss Lemon et gérante de la pension Vanilos)
- Rachel Bell (VF : Monique Thierry) : Mrs Nicoletis (propriétaire de la pension)
- Granville Saxton : Mr Casterman (un inspecteur des douanes)
- David Burke (VF : Jean Berger) : Sir Arthur Stanley
- Bernard Lloyd : Mr Endicott (un avocat)
- Terry Duggan : le boucher
- Mark Denny : Jarrow Marcher
- Tony Kirkwood : l'officier préposé à la vérification des passeports
- Peter Glancy : l'officier des douanes
- Andy Linden : Giorgios (le joailler)
- Mark Webb : un journaliste
- Anthony Houghton : un journaliste
- Terry Francis : un journaliste
- Alec Linstead : le pharmacien
- Brian McDermott : l'inspecteur-chef
- Michael McKone : le gérant
- John Webb : le curé